# Matheo Tollis de la Roca
Matheo Andrés Toliz de la Roque, más conocido como Matheo Tol(l)is de la Roc(c)a, (Madrid, c. 1714 - Ciudad de México, 15 de septiembre de 1781) fue un organista, compositor y maestro de capilla activo en España y México.

## Vida
Hasta la publicación en 2008 de su testamento por la musicóloga Dianne Marie Lehman, era muy poco lo que se sabía de Toliz, siendo incierto su origen español o italiano. El documento aclara su nacimiento:

Sea notorio como yo, don Matheo Andres Toliz de la Roque, vecino de esta ciudad de México, natural de la villa y corte de Madrid, hijo legítimo de legítimo matrimonio de don Andres Toliz de la Roque, y de doña Manuela Lopez de Ayllon, el primero natural de Daquez, en el reino de Francia, y la segunda del lugar de Cebrecos Arzobispado de Burgos, mis padres y señores ya difuntos (que santa Gloria hayan.)

Es decir, queda claro que era nacido en Madrid, de padre francés y madre española. La confusión de darle origen italiano posiblemente provenga de la forma con la que firmaba sus obras, «Tollis de la Rocca», eliminando el apellido de su madre, y del estilo italianizante de su música. Tuvo haber sido influido por las nuevas modas musicales extendidas por Madrid procedentes de Italia, introducidas por grandes músicos activos en la corte, como Domenico Scarlatti y Farinelli, además de otros importantes compositores como Joseph de Torres o Antonio Literes. Matheo tuvo dos hermanos: Andrés, fallecido en Madrid, cuyos dos hijos fueron los herederos de Matheo; y Cayetano, militar residente en Mérida.
Toliz inició su carrera musical en Madrid a una edad temprana. Allí compuso la música para su dramma armónica La Casandra, que se estrenó con éxito en octubre de 1737 en el Coliseo de la Cruz con un elenco completamente femenino. El 21 de septiembre de 1741, fue nombrado organista de la Real Capilla en Madrid, un puesto de gran prestigio en la corte española, en la que tuvo contacto con algunos de los mejores músicos de la época.
Matheo Toliz se casó en Madrid con María Francesca Godino, natural de Alcorcón, con la que tuvo varios hijos que fallecieron todos muy jóvenes. Emigró en 1755 a México sin su esposa, arribando el 16 de enero de 1756, bajo el patrocinio de la marquesa de las Amarillas, Luisa María de Ahumada y Vera, esposa del virrey de la Nueva España, Agustín de Ahumada y Villalón. Su esposa fallecería poco después en Madrid.
Este traslado marcó un punto de inflexión en su carrera y en la vida musical de la Nueva España. A pesar de la falta inicial de plazas vacantes, el cabildo de la Catedral de México reconoció su talento y el 4 de marzo le contrató como «clavecinista y compositor», a pesar de que el clavecín solo se tocaba en la Catedral para acompañar el Miserere en Jueves Santo. El 24 de septiembre de 1757 el cabildo lo nombró «maestro de capilla asistente, organista segundo y tocador de clave en el canto de arias», con un salario anual de 500 pesos. Su carrera en fue ascendiendo lentamente. El 9 de junio siguiente se le asignó la dirección del coro infantil de la Catedral y se le comendó por su rápida composición de varios encargos. El 23 de junio de 1758 fue designado «maestro de polifonía», a pesar de que Ignacio de Jerusalem seguía en el cargo de maestro de capilla.
Tras la partida de los marqueses de la Amarillas y la llegada del nuevo virrey, Francisco Antonio Cagigal de la Vega, Toliz perdió a sus valedores y varios miembros del capítulo catedralicio trataron de echar al compositor. Sin embargo, el fallecimiento del primer organista, Juan de Velasco, dejaba una vacante que fue ocupada por Toliz el 11 de septiembre de 1761.
Tras el fallecimiento de Ignacio de Jerusalem en 1769, el cabildo trató de traer a Antonio Ripa desde España, uno de los mejores compositores de la época, pero el 7 de julio de 1770 se decidió dar a Toliz el cargo de forma interina, con un salario de 800 pesos anuales más 200 como maestro de la escoleta. Durante este período, Tollis de la Roca compuso numerosas obras para la Catedral y participó activamente en la vida musical de la Ciudad de México. En 1778 seguía como interino, pero en algún momento parece que pasó a ocupar el cargo de manera oficial.
Hacia el final de su carrera, Tollis de la Roca enfrentó algunas dificultades. En 1778, el cabildo le reprendió por «composición perezosa», lo que sugiere que su producción musical había disminuido o que su estilo ya no satisfacía las expectativas del Cabildo. Se discutió sustituirlo por Cayetano Echevarría, el compositor más importante en la Nueva España de la época. También se enfrentó acusaciones de plagio en partes tanto de sus misa de 1756 dedicado a su protectora, la marquesa de las Amarillas, y su réquiem dedicado a las reina María Barbara, realizadas por el violinista español Gregorio Panseco.
Matheo Andrés Toliz de la Roque falleció en Ciudad de México el 15 de septiembre de 1781, dejando un legado significativo en la música sacra del siglo XVIII en México. Su testamento, que había realizado dos semanas antes de su fallecimiento, deja ver que tuvo una vida confortable, dejando muchos objetos de plata y oro, como anillos, cuchillos y pequeñas espadas, cajas o platos. Sus papeles de música y composiciones se los dejó a su «discípulo» Manuel Izquierdo, a excepción de aquellos de música litúrgica, que dejó a la Catedral de México. Fue enterrado en la Capilla de las Ánimas y no en la Catedral, como pedía en su testamento. Las disputas por el testamento de Toliz se alargaron por una generación, por lo menos hasta 1803, generando un legajo de 109 folios en total.

## Obra
El estilo musical de Toliz de la Roca se caracterizaba por un buen uso del contrapunto, reflejando su formación clásica, la incorporación de elementos del estilo galante, popular en Europa durante el siglo XVIII, y una mezcla de tradiciones musicales españolas y las nuevas tendencias italianas. Su obra representa una transición entre el barroco tardío y el clasicismo temprano en el contexto de la música novohispana.
Además de la ópera La Casandra, con libreto de José de Cañizares, se sabe que Toliz compuso en Madrid música para cinco comedias en la temporada 1743-1744. Todas obras perdidas. Se conserva un poema satírico dedicado a la música compuesta por Toliz para la comedia El músico por amor o el montañés en la corte (1714):

Nunca encontró Cañizares
en sus cómicos destinos,
armónicos desatinos
que a los suyos diesen pares,
como los que irregulares
Roca a su comedia aplica,
pues todo el que se dedica
a oírla, duda en su idea
si Cañizares solfea,
o si Roca versifica

Pero también se sabe que, gracias al favor de la actriz Rosa Rodríguez, Toliz desplazó a nada menos que Francesco Corradini como compositor para la compañía de Parra:

Rosa, que, en venganza infiel,
de haber la ópera puesto
un golpe tan manifiesto
dio a Coradini cruel,
haciéndole el tiro a él,
se ha clavado en modo cierto,
y que es justa pena, advierto,
ver su codicia frustrada,
la nave mal gobernada
en que Roca quiere hallar puerto.

La producción musical de Toiz en México fue extensa y variada, principalmente enfocada en la música sacra. Entre sus obras más notables se encuentran:
- Misas: incluyendo una Misa de Réquiem a 8 voces compuesta en 1759.
- Maitines y responsorios para diversas festividades religiosas.
- Motetes y otras piezas litúrgicas.
- Villancicos y cantatas.